# Attentat de la cathédrale Notre-Dame-du-Mont-Carmel de Jolo
L'attentat de la cathédrale Notre-Dame-du-Mont-Carmel a lieu le 27 janvier 2019 à Jolo, dans l'île du même nom, aux Philippines. Une première explosion a lieu dans l'édifice puis une deuxième sur le parking, au moment de l'arrivée des secours. Le double attentat fait vingt morts et des dizaines de blessés.

## Contexte
L'île de Jolo fait partie de la Région autonome en Mindanao musulmane, la seule du pays à posséder son propre gouvernement. Cette région a la particularité d'avoir une population majoritairement musulmane, les Moros, alors que le reste du pays est catholique. Les Moros réclament l'indépendance, ou au moins une autonomie accrue, depuis des décennies et des groupes armés de plus en plus islamisés et radicalisés entretiennent une insurrection contre le gouvernement central. Le 21 janvier, une consultation populaire (en) a lieu pour ratifier l'établissement d'une région du Bangsamoro aux pouvoirs accrus.

## L'attentat
La première explosion survient pendant la messe matinale, dans la cathédrale Notre-Dame-du-Mont-Carmel. La détonation fait de nombreuses morts et blessés, renverse les bancs et souffle portes et fenêtres situées à proximité. Quelques minutes plus tard, alors que des militaires viennent en aide aux victimes, une bombe cachée dans le coffre d'une moto provoque une deuxième explosion sur le parking du lieu de culte.

## Réactions

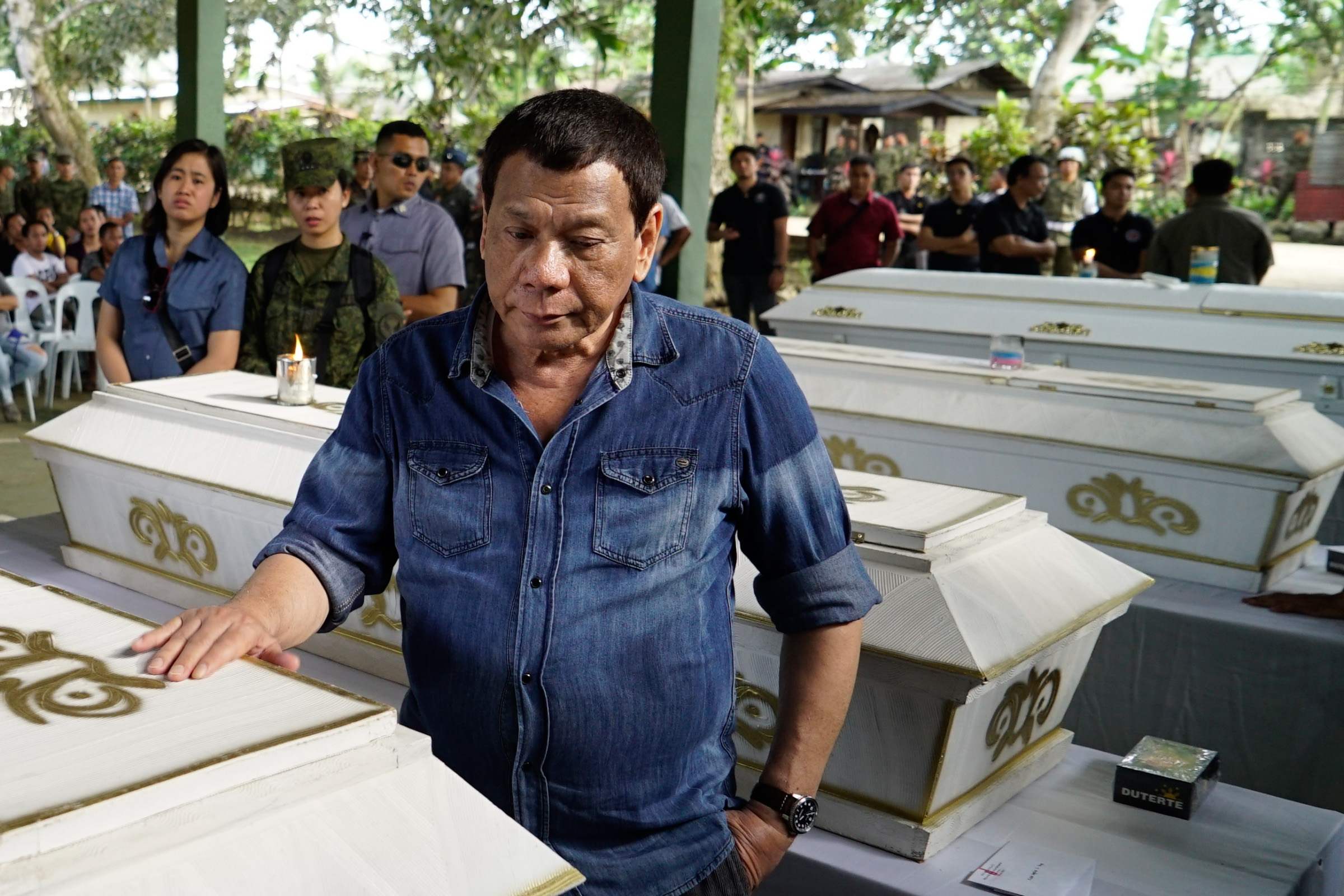
Le président Rodrigo Duterte devant des cercueils de victimes, le lendemain de l'attentat.

Le président philippin, Rodrigo Duterte, dénonce « un acte terroriste » et assure, via son porte-parole Salvador Panelo, que tous les auteurs et commanditaires de l'attaque seront amenés « devant la justice et mis derrière les barreaux ».
Le pape François, depuis Panama où il anime les Journées mondiales de la jeunesse, déplore « un épisode de violence qui endeuille à nouveau cette communauté chrétienne ».

### Attaque d'une mosquée
Le 30 janvier, la mosquée Kamahaldikaan de Zamboanga, ville située à l’extrême-ouest de Mindanao, est victime d'une attaque à la grenade peu avant l'aube. Deux personnes qui dormaient dans le bâtiment sont tuées et quatre autres sont blessées. Le lien avec l'attentat contre la cathédrale, survenu trois jours plus tôt, n'est pas confirmé par les autorités locales qui restent prudentes, les tensions ayant toujours été vives dans la région.

## Conséquence
La cathédrale reste fermée plusieurs mois pour travaux. Ils sont rapidement terminés grâce aux dons venus du monde entier et elle rouvre le 16 juillet, jour de la fête de Notre-Dame du Mont-Carmel. Une messe de consécration, la deuxième dans l'histoire de l'édifice, est célébrée à cette occasion par le nonce apostolique, Gabriele Caccia.